# بیل کلارک (بازیکن فوتبال، زاده ۱۸۸۰)
بیل کلارک (انگلیسی: Bill Clarke؛ زادهٔ ۱۸۸۰) بازیکن فوتبال اهل بریتانیا است.
از باشگاه‌هایی که در آن بازی کرده‌است می‌توان به باشگاه فوتبال ساوت‌همپتون، باشگاه فوتبال نورث‌همپتون تاون، باشگاه فوتبال کترینگ تاون، و باشگاه فوتبال شفیلد یونایتد اشاره کرد.